# Teodor Gruell-Gretz
Teodor Franciszek Gruell-Gretz (ur. ok. 1749, zm. 31 sierpnia 1814 w Lublinie) – 14  kwietnia – pierwszy konstytucyjny prezydent Lublina wybrany w 1792, ponownie w 1794. 

## Życiorys
Pochodził z Warmii. Był zarazem lekarzem medycyny i aptekarzem. Przez wiele lat pełnił obowiązki rajcy miejskiego. Prócz  medycyny i farmacji był biegły w botanice i fizyce. Prowadził też aptekę zakonną trynitarzy.
W 1785 otrzymał godność radcy dworu (consiliarius), a trzy lata później król Stanisław August Poniatowski nadał mu tytuł ”aptekarza królewskiego” i zezwolił, by ozdobił swoją aptekę herbem województwa lubelskiego.
W 1809, kiedy do Lublina wkroczyli ułani pułkownika Dominika Dziewanowskiego, obok austriackiego prezydenta Dymitra Władycha funkcję jego zastępcy zgodził się objąć Teodor Gruell-Gretz i sprawować, dopóki władza będzie się znajdować w polskich rękach.
Posiadał dworek-kamienicę oraz przylegającą działkę przy rogatkach warszawskich, obok wejścia do Ogrodu Saskiego. Po śmierci Gruella jego spadkobiercy sprzedali dom Karolowi Linczowi – aptekarzowi, właścicielowi browaru i kilku innych kamienic w Lublinie. W 1830 roku „Gruellowski” dworek nabył od Lincza Skarb Królestwa Polskiego. W latach późniejszych urządzono tam magazyn soli.